# Izrail' Markovič Jampol'skij
Izrail' Markovič Jampol'skij (in russo Изра́иль Ма́ркович Ямпо́льский?; Ekaterinoslav, 21 novembre 1905 – Mosca, 20 settembre 1976) è stato un violinista e musicologo sovietico, figlio del violoncellista Mark Il'ič Jampol'skij.

## Biografia
Izrail' Markovič Jampol'skij si formò al Conservatorio di Mosca. Studiò violino con lo zio Abram Il'ič Jampol'skij, composizione con Reinhold Glière e Nikolaj Mjaskovskij e storia della musica con Konstantin A. Kuznezov. Si diplomò nel 1930. Nel 1927-32 svolse attività concertistica e dal 1931 la affiancò a quella di docente. Dal 1934 al 1949 insegnò al Conservatorio di Mosca, tenendo corsi sulla storia e teoria dell’arte del violino. Contemporaneamente (1939-41) occupò la cattedra di strumenti ad arco per il perfezionamento degli insegnanti di musica. Dal 1953 al ’59 fu redattore capo del settore musica della Grande enciclopedia sovietica e dal 1968, consulente.
Jampol'skij scrisse una importante serie di monografie sul violino e sui violinisti: Arcangelo Corelli (1953), Henryk Wieniawski (1955), George Enescu (1956), Niccolò Paganini (1961), David Ojstrach (1964), Fritz Kreisler (1975).
Firmò diversi articoli del Grove's Dictionary 1954 e del The New Grove Dictionary of Music and Musicians 1980. 
Nel 1967 fu pubblicato in occidente The Principles of Violin Fingering prefazionato da David Ojstrach.
L'edizione originale, intitolata Основы скрипичной аппликатуры [Le basi della diteggiatura violinistica], risale al 1933 ed era un saggio scritto nell'ambito del suo dottorato di ricerca.

## Opere (selezione)
- Русское скрипичное искусство: очерки и материалы [L’arte violinistica russa: saggi e materiali], Mosca 1951
- Арканджело Корелли [Arcangelo Corelli], (совместно с К. А. Кузнецовым) [in collab. con Kuznezov], Mosca, 1953
- Генрик Венявский [Henri Wieniawski], Мosca, 1955
- Джордже Энеску [George Enescu], Mosca, 1956; tr. rumena, Bucarest, 1959
- Музыка Югославии [Musica della Jugoslavia], Mosca, 1958
- Вступительный очерк [Saggio introduttivo], in Konstantin G. Mostras, 24 Каприса для скрипки соло Н. Паганини: методические комментарии  [24 Capricci per violino solo di N. Paganini: commenti metodici], Mosca, Музгиз, 1959, pp. 3–22
- Энциклопедический музыкальный словарь [Dizionario musicale enciclopedico], Мosca, 1959, seconda edizione 1966; (совместно с Б. С. Штейнпрессом) [in collaborazione con B.S. Steinpress]
- Никколо Паганини: жизнь и творчество [Niccolò Paganini, la vita e l’opera], Мosca, Музыка, 1961, 2ª ed. 1968. [Il libro è dedicato a Konstantin A. Kuznezov]
- Сонаты и партиты для скрипки соло И. С. Баха [Le sonate e le partite per violino solo di J. S. Bach], Мosca, 1963
- Давид Ойстрах [David Ojstrach], Мosca, 1964, 2ª ed. 1968
- Кто писал о музыке [Chi ha scritto sulla musica], Мosca, 1971-1979 (совместно с Г. Б. Бернандтом) [in collaborazione con G. B. Bernandt]
- Даниил Шафран [Daniil Šafran], Mosca, 1974
- Фриц Крейслер: жизнь и творчество [Fritz Kreisler, vita e opere], Мosca 1975
- Советские композиторы и музыковеды [Compositori e musicologi sovietici], Мosca, 1978 (совместно с Г. Б. Бернандтом) [in collaborazione con G. B. Bernandt]
- Основы скрипичной аппликатуры, Mosca, ОГИЗ—Музгиз, 1933; Mosca, Музгиз, 1936, 1955; Mosca, Музыка, 1977. Versione inglese: The Principles of Violin Fingering, prefazione di David Oistrakh, tr. di Alan Lumsden, Oxford University Press, 1967, rist. 1971